# Ukrainisches Heer

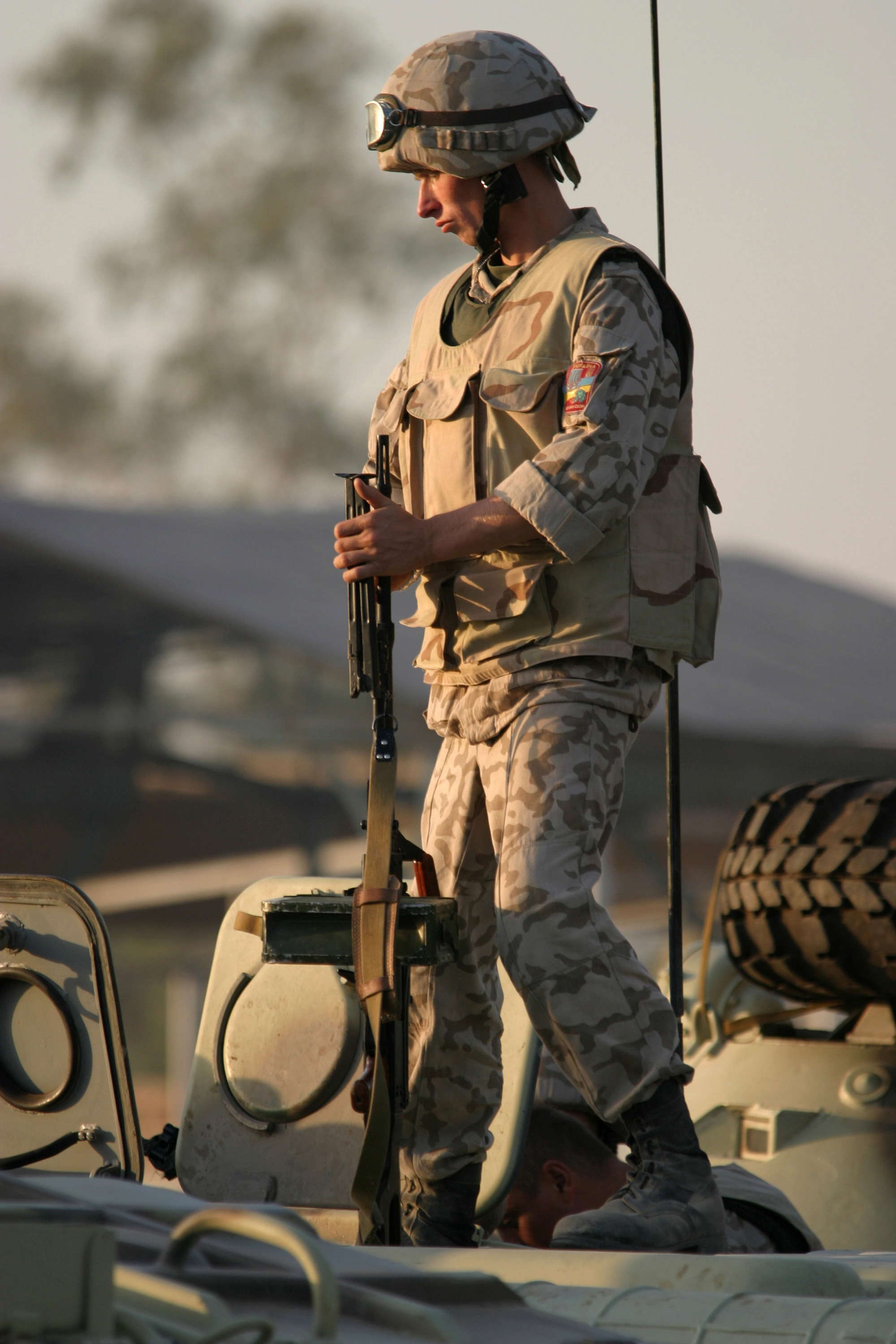
Ukrainischer Soldat mit PK-Maschinengewehr im Irakkrieg (2003)

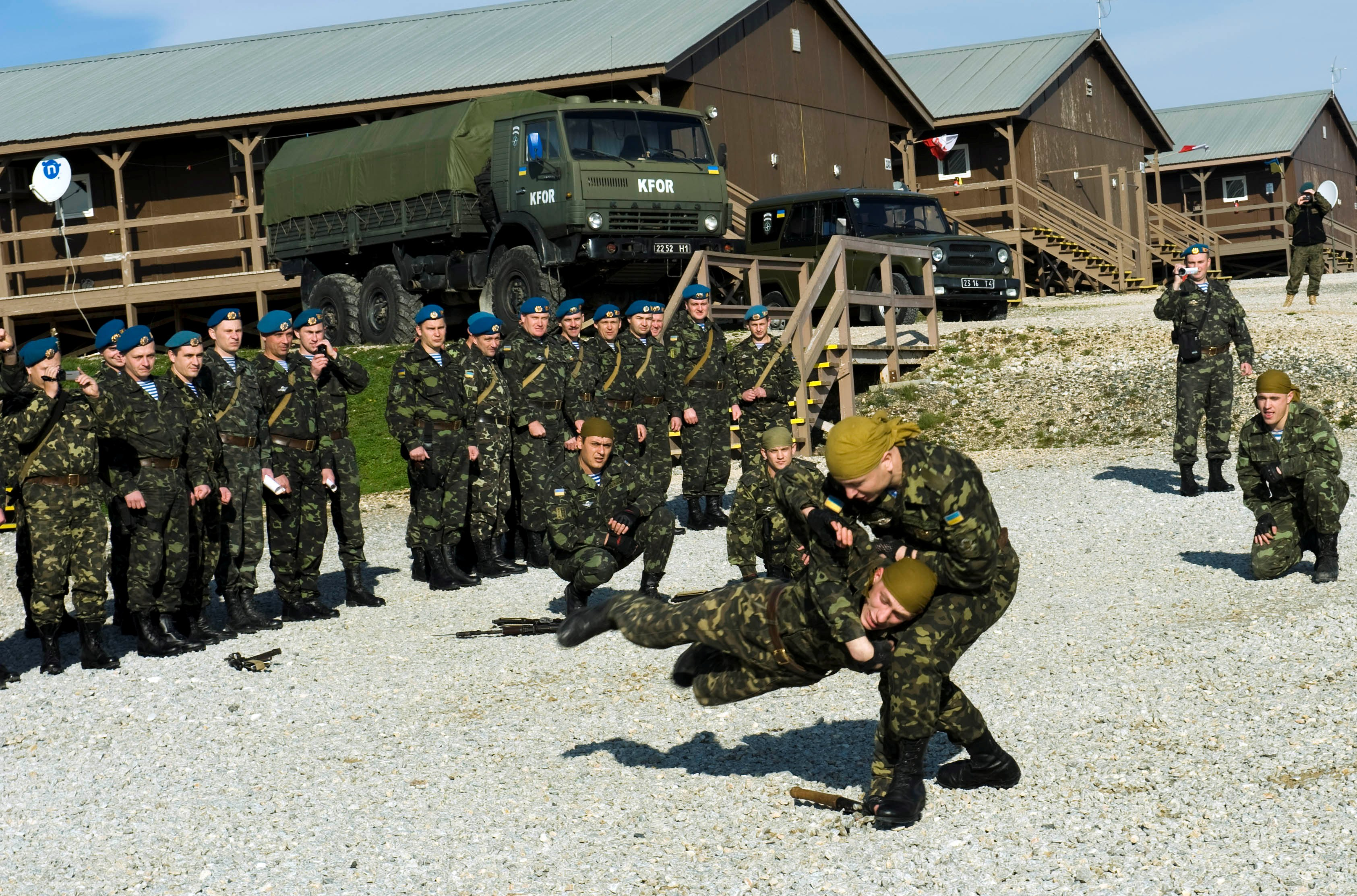
Soldaten der 79. luftbeweglichen Brigade während des KFOR-Einsatzes im Kosovo (2010)

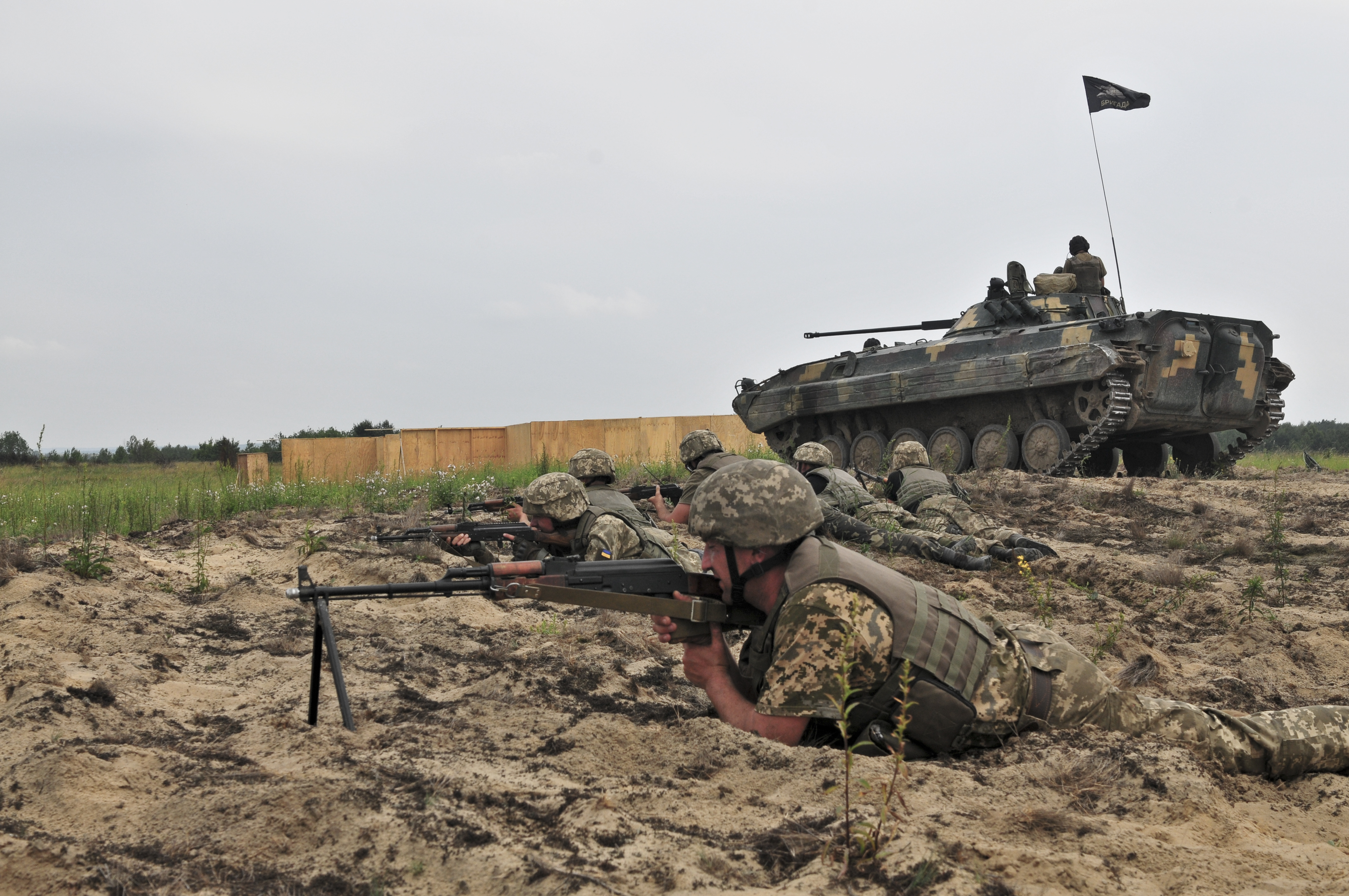
Ukrainischer Schützenpanzer BMP-2 und Infanterie während einer Übung (2016)

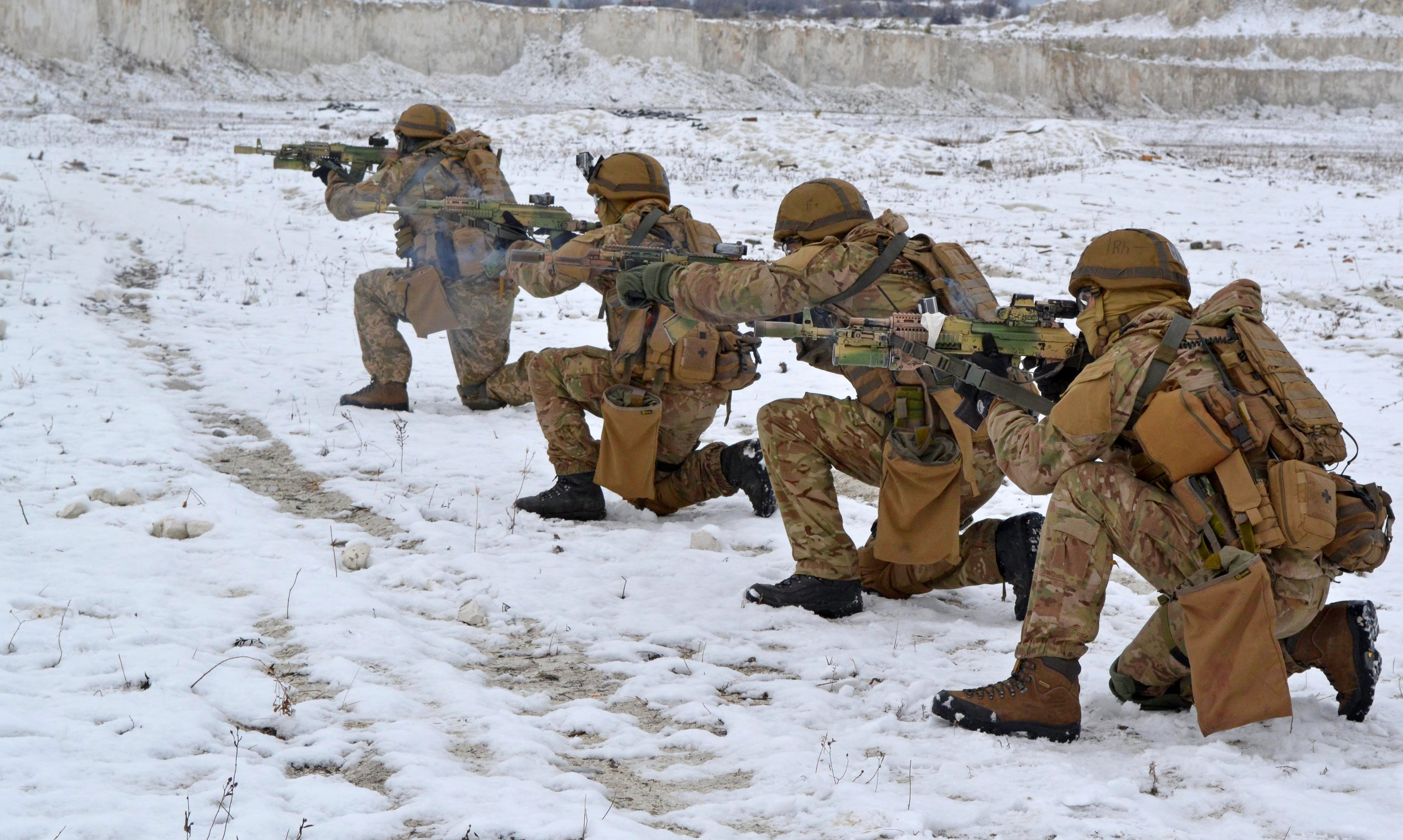
Ukrainische Spezialeinheiten während einer Übung (2015)

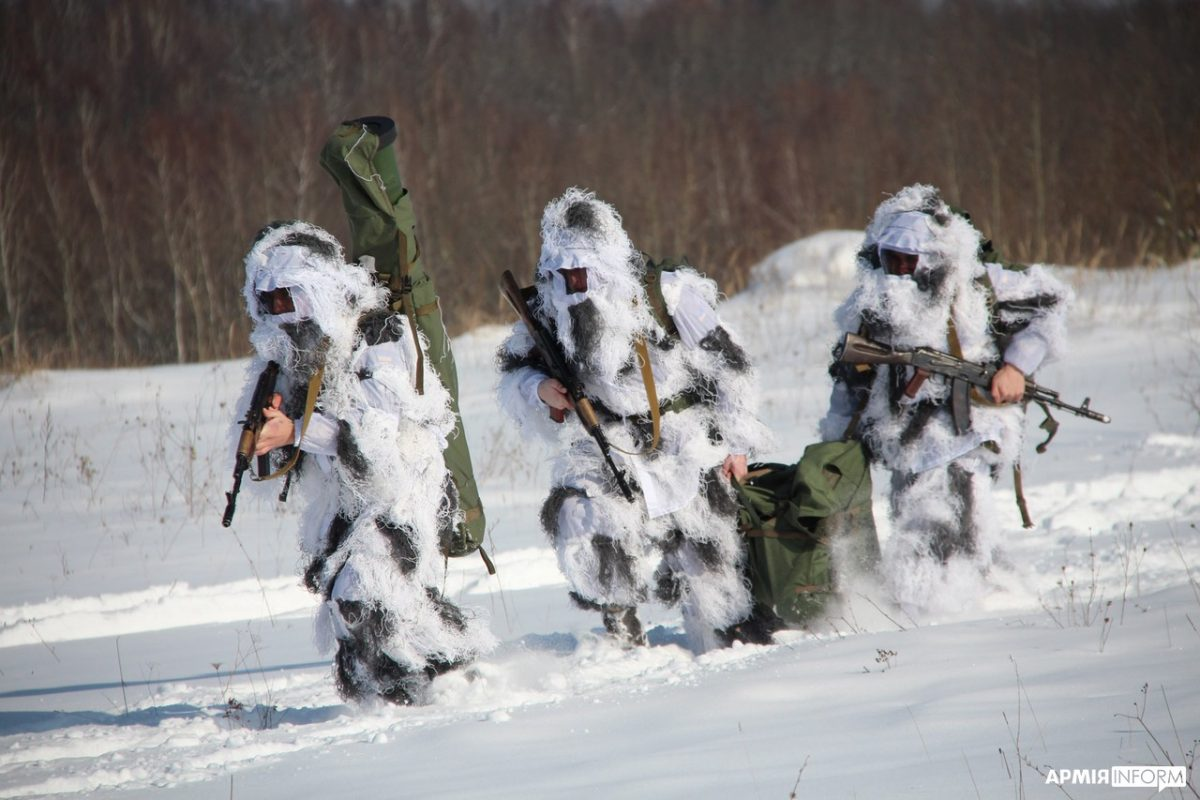
Ukrainischer Panzerabwehrtrupp mit Skif-Panzerabwehrlenkwaffe im Wintermanöver (2021)

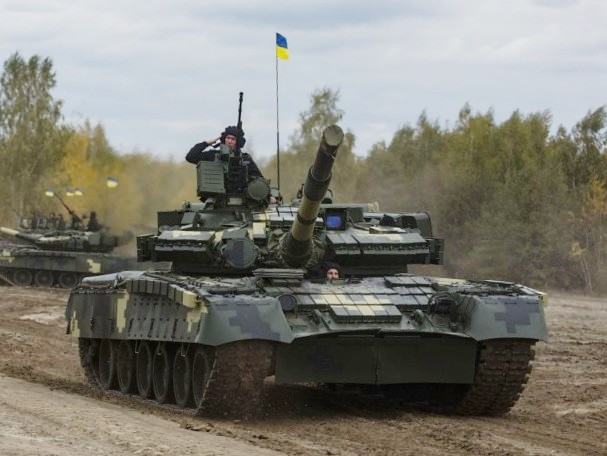
Ukrainischer T-80BV Kampfpanzer (2017)

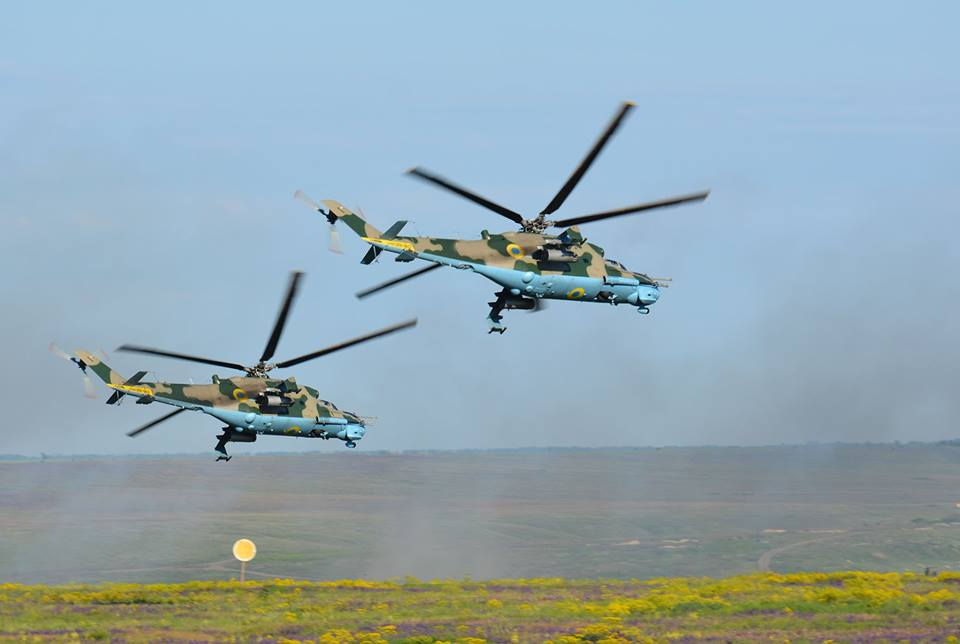
Ukrainische Mil Mi-24 der Heeresflieger (2016)

Das ukrainische Heer (ukrainisch Сухопутні війська України) bildet die Landstreitkräfte der ukrainischen Streitkräfte.

## Geschichte
Das ukrainische Heer entstand aus Verbänden der Landstreitkräfte der UdSSR, die auf dem Gebiet der Ukraine stationiert waren. Beim Aufbau der Heeresverbände wurden die Strukturen des Kiewer Militärbezirks zum Aufbau des Heereskommandos herangezogen. Zudem entstanden die Heereskommandos Westliches Operationskommando (ehemaliger Militärbezirk Karpaten), Südliches Operationskommando (ehemaliger Militärbezirk Odessa) und die Territorialdirektion Nord.
Als Großverbände bestanden:
- 6. Armeekorps (ehemals 6. Gardepanzerarmee der Sowjetarmee)
  - 25. Luftlandebrigade (Tscherkaske, Oblast Dnipropetrowsk)
  - 79. luftbewegliche Brigade (Mykolajiw, Oblast Mykolajiw)
  - 28. mechanisierte Brigade (Tschornomorske, Autonome Republik Krim)
  - 92. mechanisierte Brigade (Tschuhujiw, Oblast Charkiw)
  - 93. mechanisierte Brigade (Tscherkaske, Oblast Dnipropetrowsk)
  - 17. Panzerbrigade (Krywyj Rih, Oblast Dnipropetrowsk)
  - 55. Artilleriebrigade
- 8. Armeekorps (ehemals 8. Panzerarmee der Sowjetarmee, Schytomyr)
  - 95. luftbewegliche Brigade (Schytomyr)
  - 30. mechanisierte Brigade (Swjahel, Oblast Schytomyr)
  - 72. Selbständige mechanisierte Brigade (Bila Zerkwa, Oblast Kiew)
  - 1. Panzerbrigade (Hontschariwske)
  - 26. Artilleriebrigade (Berdytschiw, Oblast Schytomyr)
- 13. Armeekorps (ehemals 13. Armee der Sowjetarmee, Riwne)
  - 24. mechanisierte Brigade (Jaworiw, Oblast Lwiw)
  - 51. mechanisierte Brigade (Luzk, Oblast Wolyn)
  - 128. mechanisierte Brigade (Mukatschewo, Oblast Transkarpatien)
  - 11. Artilleriebrigade (Ternopil, Oblast Ternopil)
- 19. Raketenbrigade

## Gliederung seit der Heeresreform 2014–2016
- Kommando des Heeres in Kiew
  - Operatives Kommando (Korps) West in Riwne
    - 10. Gebirgs-Sturmbrigade
      - 8. motorisiertes Infanteriebataillon
      - drei Gebirgsbataillone
      - ein Panzerbataillon
      - Artilleriegruppe (bestehend aus vier Bataillonen)
      - Luftverteidigungsbataillon

    - 14. mechanisierte Brigade (vormals 51. mechBrig)
      - 1. motorisiertes Infanteriebataillon
      - drei mechanisierte Bataillone
      - ein Panzerbataillon (T-64)
      - Artilleriegruppe (bestehend aus vier Bataillonen)
      - Luftverteidigungsbataillon

    - 24. mechanisierte Brigade
      - 3. motorisiertes Infanteriebataillon
      - drei mechanisierte Bataillone
      - ein Panzerbataillon (T-64)
      - Artilleriegruppe (bestehend aus vier Bataillonen)
      - Luftverteidigungsbataillon

    - 128. Gebirgsjägerbrigade
      - 4. motorisiertes Infanteriebataillon
      - 15. Gebirgsjägerbataillon
      - zwei mechanisierte Bataillone
      - 16. Panzerbataillon
      - Artilleriegruppe (bestehend aus vier Bataillone)
      - Luftverteidigungsbataillon

    - 44. Artilleriebrigade
      - vier Artilleriebataillone
      - ein Panzerabwehrbataillon (MT-12)
      - ein Aufklärungsbataillon
      - 6. motorisiertes Infanteriebataillon

    - 39. Raketen-Luftabwehr-Regiment

  - Operatives Kommando (Korps) Nord in Tschernihiw
    - 1. Gardepanzerbrigade
      - 1. Panzerbataillon
      - 2. Panzerbataillon
      - 3. Panzerbataillon
      - mechanisiertes Bataillon
      - Artilleriegruppe (2S3, 2S1, BM-21 Grad)
      - Luftverteidigungsbataillon

    - 30. mechanisierte Gardebrigade
      - drei mechanisierte Bataillone
      - ein Panzerbataillon
      - Artilleriegruppe (2S3, 2S1, BM-21 Grad, MT-12)
      - Luftverteidigungsbataillon

    - 58. motorisierte Schützenbrigade
      - 13. motorisiertes Infanteriebataillon
      - 15. motorisiertes Infanteriebataillon
      - 16. motorisiertes Infanteriebataillon
      - Artilleriegruppe (D-20, MT-12)
      - Luftverteidigungsbataillon

    - 72. selbständige mechanisierte Brigade
      - drei mechanisierte Bataillone
      - ein Panzerbataillon
      - 12. motorisiertes Infanteriebataillon
      - Artilleriegruppe (2S3, 2S1, BM-21 Grad, MT-12)

    - 26. Artilleriebrigade
      - drei Artilleriebataillone
      - ein Panzerabwehrbataillon (MT-12)
      - ein Aufklärungsbataillon
      - 14. motorisiertes Infanteriebataillon

    - 1129. Raketen-Luftabwehr-Regiment

  - Operatives Kommando (Korps) Süd in Odessa
    - 28. mechanisierte  Gardebrigade
    - 56. motorisierte Schützenbrigade
    - 57. motorisierte Schützenbrigade
    - 59. motorisierte Schützenbrigade
    - 40. Artilleriebrigade
    - 1039. Raketenartilleriebrigade

  - Operatives Gardekommando Ost in Dnipro (vormals Dnipropetrowsk)
    - 17. Gardepanzerbrigade
    - 53. mechanisierte Brigade
    - 54. mechanisierte Brigade
    - 92. mechanisierte Brigade
    - 93. mechanisierte Gardebrigade
    - 55. Artilleriebrigade
- unter direktem Kommando des Oberbefehlshabers des Heeres
  - 15. schweres Garde-Raketenartillerieregiment
  - 19. Raketenartilleriebrigade
  - 27. schwere Raketenartilleriebrigade
  - 43. schwere Raketenartilleriebrigade
  - 11. Heeresfliegerbrigade
  - 12. Heeresfliegerbrigade
  - 16. Heeresfliegerbrigade
  - 18. Heeresfliegerbrigade
  - Präsidialregiment
  - Akademien und Kader- und Etappentruppen wie die 101. Sicherungsbrigade in Kiew oder das 169. Ausbildungszentrum „Desna“ (vergleichbar einer mechanisierten Brigade)

Quelle: Ukrainian Military Pages

## Dienstgrade

Генерал (General)
Генерал-лейтенант (Generalleutnant)
Генерал-майор (Generalmajor)
Бригадний генерал (Brigadegeneral)
Полковник (Oberst)
Підполковник (Oberstleutnant)
Майор (Major)
Капітан (Hauptmann)
Старший лейтенант (Oberleutnant)
Лейтенант (Leutnant)
Молодший лейтенант (Unterleutnant)
Kурсант (Kadett)
Головний майстер-сержант (Chief Master Sergeant)
Старший майстер-сержант (Senior Master Sergeant)
Майстер-сержант (Master Sergeant)
Штаб-сержант (Staff Sergeant)
Головний сержант (Chief Sergeant)
Старший сержант (Senior Sergeant)
Сержант (Sergeant)
Молодший сержант (Junior Sergeant)
Старший солдат (Gefreiter)
Солдат (Soldat)

Anmerkungen: Einige Dienstgrade haben im Deutschen keine Entsprechung, daher sind einige auf Englisch. Der Kadett hat kein Dienstgradabzeichen, das Bild dient lediglich als Platzhalter.

## Ausrüstung
- Kampfpanzer: T-84, T-80, T-72, T-64 und T-55, Leopard 2, Challenger 2, M1A1 Abrams
- Schützenpanzer (Kette): BMP-3, BMP-2, BMP-1, M2-Bradley, CV90, Marder (Schützenpanzer)
- Schützenpanzer (Rad): BTR-94, BTR-90, BTR-80, BTR-70, BTR-60, KTO Rosomak
- Zugfahrzeuge: BTR-4, BTR-3, MT-LB
- Führungs- und Patrouillenfahrzeug: HMMWV, Dosor-B
- Artillerie- und Flugabwehrsysteme: BM-21 „Grad“, BM-27 „Uragan“, BM-30 „Smertsch“, 2S1 „Gwosdika“, 2S3 „Akazija“, 2S5 „Giazint-S“, 2S19 „Msta-S“, D-20, D-30, S-300, Koltschuga, BukM-1, S-300W, 9K35 Strela-10, 9K330 Tor, BukM-2, Igla, 2K22 Tunguska, ZSU-23-4, Totschka, MIM-104, IRIS-T
- aus Waffenhilfen durch NATO-Staaten zusätzlich eingeführt und in Verwendung: PzH2000, HIMARS, M777, CAESAR, M109, AHS Krab, AS90
- Kampfdrohnen: Bayraktar TB2[2]
- Handfeuerwaffen: AK-47, AK-74, RPK, PKM, Dragunow SWD, Tavor TAR-21, als Panzerabwehr- und Panzerabwehrhandwaffen 9K111 Fagot, 9K113 Konkurs, 9K115-2 Metis-M, 9K135 Kornet, RPG-22, RPG-29 „Wampir“, Skif/Stugna-P, NLAW und Javelin[2]

Siehe auch: Liste von Auslandshilfen für die Ukraine seit 2014